# Flaga Portugalii
Flaga Portugalii (port. Bandeira de Portugal) – jeden z symboli państwowych Portugalii.

## Wygląd
Flaga to prostokąt o proporcjach 2:3, przedzielony na dwa pionowe pasy: zielony, szeroki na ⅓ długości flagi i czerwony, szeroki na ⅔ długości. W miejscu, gdzie kolory się stykają, umieszczony jest herb Portugalii. Symbolika kolorów jest niejasna, ale powszechna interpretacja mówi, że zielony symbolizuje nadzieję, natomiast czerwony – krew przelaną przez tych, którzy bronią państwa. 

## Historia i pochodzenie symbolów flagi
W roku 1139 Alfons Henryk odniósł decydujące zwycięstwo nad Maurami w bitwie pod Ourique, gdzie, wg legendy, wytrącił pięć tarcz z rąk królów mauryjskich, które zostały później odzwierciedlone pięcioma niebieskimi tarczami na jego fladze. Na każdej z tarcz znajdowało się po pięć dysków, symbolizujących pięć ran Jezusa Chrystusa, który, według tradycji, obiecał władcy zwycięstwo. W XIII wieku król Alfons III dodał czerwony kontur wypełniony złotymi zamkami jako symbol sąsiedniego królestwa Kastylii, prawdopodobnie w 1254 roku, kiedy to pojął za żonę Beatrycze Kastylijską i doprowadził do przyłączenia Algarve do Portugalii.
W 1816 roku do flagi Brazylii za tarczą dodano sferę armilarną. Przyrząd ten był używany przez królów portugalskich, sponsorujących kolonizację w XV i XVI wieku. Symbol ten został porzucony w latach 20. XIX wieku, kiedy Brazylia odzyskała niepodległość, jednak ponownie dodany, tym razem do flagi portugalskiej, 30 czerwca 1911 roku po rewolucji portugalskiej, obaleniu monarchii i ustanowieniu republiki. Zielony i czerwony zastąpiły wtedy niebieski i biały w tle flagi, czerwony – jako kolor rewolucji, a zielony w celu odróżnienia flagi od starych flag królewskich, a także dlatego, że wiele wczesnych flag portugalskich zawierało ten kolor.

## Flagi historyczne

### Średniowiecze[a]

Hrabia Henryk (1095)
Król Alfons I (1143)
Król Sancho I (1185)
Król Alfons III (1248)
Król Jan I (1385)
Król Jan II (1485)

### Nowożytność[4]

Król Manuel I (1495)
Król Jan III (1521)
Król Sebastian (1578)
Król Jan IV (1640)
Król Piotr II (1667)
Król Jan V (1707)
Król Józef (1750)
Król Jan VI (1816)
Królowa Maria II (1826)
Królowa Maria II (1830)
Królowa Maria II (1830)

## Flagi rządowe[4]

Flaga Prezydenta Portugalii.
Flaga Zgromadzenia Republiki.
Flaga Premiera Portugalii.
Flaga Ministrów.
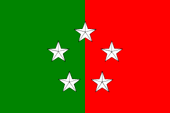
Flaga Ministerstwa Wojny.

## Konstrukcja

Konstrukcja flagi z oficjalnymi wymiarami na podstawie długości (L)